# Гарфилд: Филмът
„Гарфилд: Филмът“ (на английски: The Garfield Movie) е американска компютърна анимация от 2024 г. на режисьора Марк Диндал, базиран на едноименния комикс, създаден от Джим Дейвис. Филмът е продуциран от „Кълъмбия Пикчърс“, „Алкън Ентъртейнмънт“ (който е първият им анимационен филм), анимиран от „ДНЕГ Анимейшън“, и разпространен от „Сони Пикчърс Релийзинг“. Озвучаващия състав се състои от Крис Прат (който озвучава едноименния котарак), Самюъл Джаксън, Хана Уадингхам, Винг Реймс, Никълъс Холт, Сесили Стронг, Харви Гюлен, Брет Голдстийн и Боуен Янг.
Филмът излиза по кината в Съединените щати на 24 май 2024 г.

## Озвучаване
- Крис Прат – Гарфилд, саркастичен и мързелив, дебел, оранжев котарак, който обича лазаня и мрази понеделниците[5][6]
- Самюъл Джаксън – Вик, биологиченият баща на Гарфилд, който не го е виждал от години[6]
- Хана Уадингам – Джинкс, зла персийска котка[6]
- Винг Реймс – Ото, лилав бик[6]
- Никълъс Холт – Джон Арбъкъл, стопанинът на Гарфилд и Оди[6]
- Сесили Стронг – Мардж[6]
- Харви Гюлен – Оди, глуповато жълто куче и най-добрият приятел на Гарфилд[6][7]
- Брет Голдстийн – Роланд, шар пей, помощник на Джинкс[6]
- Боуен Янг – Нолан, куче порода уипет, помощник на Джинкс[6]
- Джанел Джеймс – Оливия, синя котка в приюта.
- Снуп Дог – Морис, син мейн кун с превръзка на очите.[8]
- Дев Джоши – Лиз Уилсън, ветеринарна лекарка
- Алиша Грейс Търел – Етел, крава

## Кастинг
През ноември 2021 г. Крис Прат е обявен да озвучи едноименния котарак. През май 2022 г. е съобщено, че Самюъл Джаксън се присъединява във филма, за да озвучава Вик – бащата на Гарфилд. През август 2022 г. Винг Реймс, Никълъс Холт, Хана Уадингхам и Сесили Стронг са добавени в състава, както и Брет Голдстийн и Боуен Янг през ноември. Харви Гюлен е обявен да озвучи Оди през ноември 2023 г., както и Никълъс Холт за Джон Арбъкъл през декември. С излизането на втория трейлър през март 2024 г., Снуп Дог е разкрит да участва във филма, и Джанел Джеймс е обявена да участва в същия месец.

## Музика
През ноември 2023 г., съобщено е, че Джон Дебни ще композира музиката на филма, който отбелязва третото сътрудничество с Диндъл след „Омагьосаният император“ (2000) и „Чикън Литъл“ (2005). Снуп Дог си партнира с Кийт Урбан в оригиналната песен на филма, озаглавена Let It Roll, който е пуснат като сингъл на 12 април 2024 г.

## Премиера
„Гарфилд: Филмът“ излиза по кината в Съединените щати на 24 май 2024 г. На 1 май 2024 г. излиза по-рано в световен мащаб. Преди това е насрочен да излезе на 16 февруари 2024 г.

## В България
В България филмът излиза по кината на същата дата от „Форум Филм България“ във формати 2D и 3D. Гала премиерата се проведе на 19 май 2024 г. в Синема Сити, Мол Парадайс.